# Giovanni Losi
Giovanni Losi, bekend als de vader Losi (Caselle Landi, 29 november 1838 - El Obeid, 27 december 1882), was een Italiaanse katholieke priester en missionaris.
Als lid van de Comboni Missionarissen van het Heilig Hart ging hij naar Soedan met de stichter van de congregatie, Sint Daniele Comboni, van wie hij zijn persoonlijke biechtvader werd. Samen met pater Luigi Bonomi is hij ook de auteur van de eerste catechismus en het eerste woordenboek in het Nubisch, een taal die toen nog onbekend was in het Westen.

## Biografie
Giovanni Losi werd in 1838 in Caselle Landi geboren en werd op dezelfde dag gedoopt in de parochiekerk van het dorp. Toen hij nog een kind was, verhuisde het gezin naar Roncaglia en later ging hij naar het Bisschoppelijk seminarie van Piacenza-Bobbio.

### Invoeren van bestellingen
Giovanni Losi werd in 1862 tot katholiek priester gewijd en benoemd tot parochievicaris in Momeliano, in het gehucht Gazzola. Tien jaar later ging hij naar het Missionair Instituut van Verona, opgericht door Daniele Comboni, om het jaar daarop met hem mee te gaan naar Soedan. Door de jaren heen werd hij de biechtvader van pater Comboni.
Hij werd tot 1878 overste van de missie El Obeid, met slechte relaties met de lokale bevolking, van het moslimgeloof, die zich altijd tegen hem had verzet. Tijdens zijn verblijf in Soedan publiceerde hij samen met zijn collega Luigi Bonomi een catechismus en het eerste woordenboek in het Nubisch, een taal die tot nu toe onbekend was in het Westen. Toen Comboni in 1881 stierf, werd hij benoemd tot interim- overste voor de gehele Centraal-Afrikaanse missie. Hij kreeg scheurbuik en stierf op 27 december 1882.
Hij ligt begraven in El-Obeid, maar zijn graf werd ontheiligd door fundamentalisten tijdens de verovering van de regio door de Mahadi's in 1889.

## Nageslacht
In Caselle Landi, zijn geboorteplaats, is de straat links van de kerk die naar het platteland leidt aan hem gewijd.

## Andere afbeeldingen

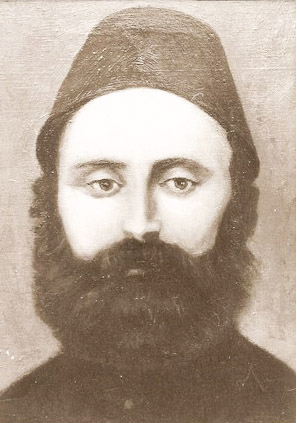
Pater Losi, tijdens zijn bediening in Soedan.
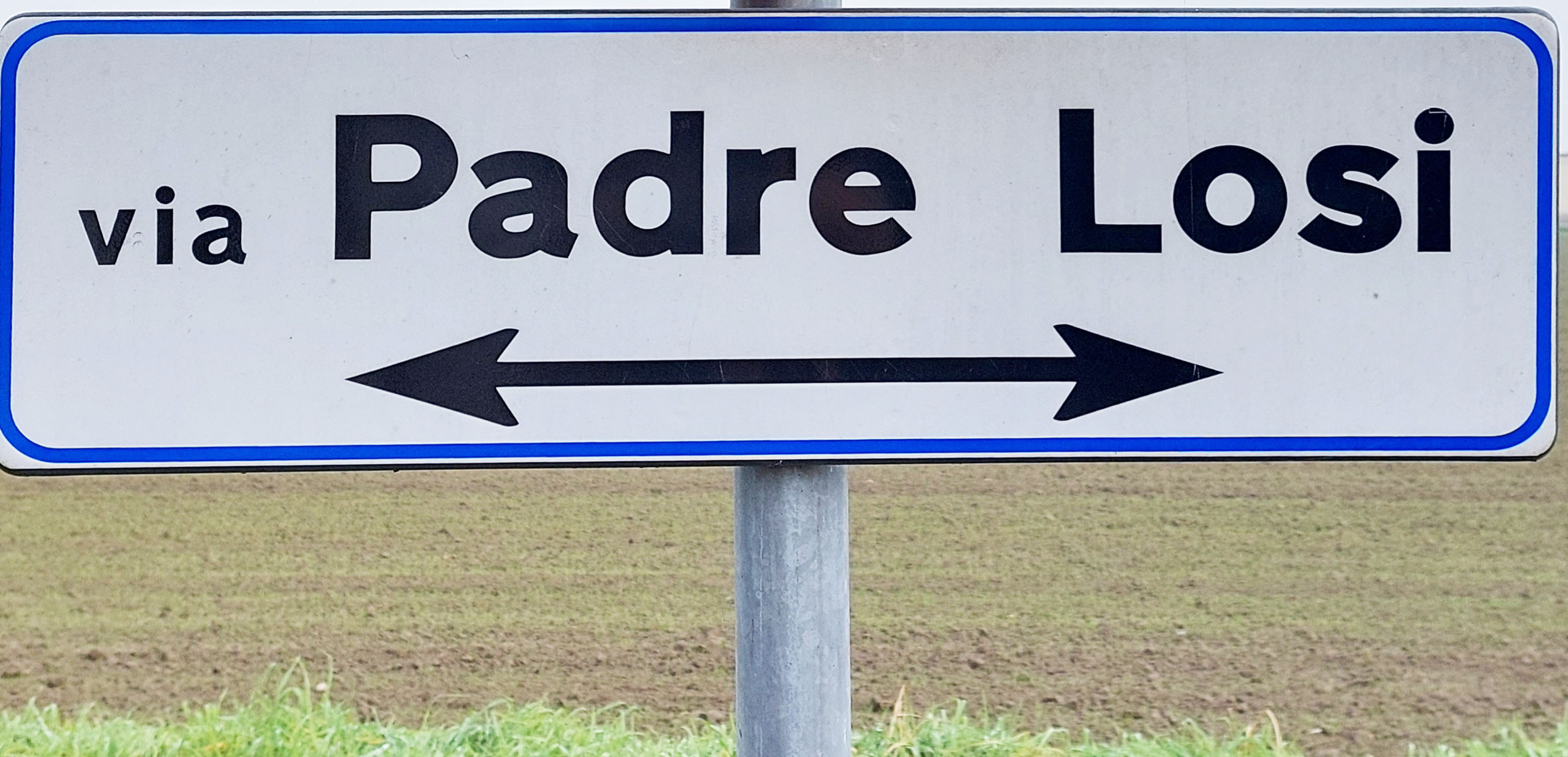
Het straatnaambord gewijd aan pater Losi, in Caselle Landi.